# Ngenang
Ngenang is een bestuurslaag in het regentschap Batam van de provincie Riau-archipel, Indonesië. Ngenang telt 1041 inwoners (volkstelling 2010).